# Велика Британія на літніх Олімпійських іграх 1976
На літніх Олімпійських іграх 1976 року Велику Британію представляли 242 спортсмена (176 чоловіків та 66 жінок). Вони завоювали 3 золотих, 5 срібних та 5 бронзових медалей, що вивело збірну на 13-е місце у неофіційному командному заліку.

## Медалісти
| Медаль | Спортсмен | Вид спорту            | Дисципліна                                  |
| ------ | --- | --------------------- | ------------------------------------------- |
| Золото | Реджинальд Вайт Джон Осборн                                                                                                 | Вітрильний спорт      | Клас «Торнадо»                              |
| Золото | Джим Фокс Денні Найтінгейл Адріан Паркер                                                                                    | Сучасне п'ятиборство  | Чоловіки, командна першість                 |
| Золото | Девід Вілкі | Плавання              | Чоловіки, 200 м брасом                      |
| Срібло | Кіт Ремфрі | Дзюдо                 | Чоловіки, абсолютна категорія               |
| Срібло | Майкл Гарт Кріс Бейлю | Академічне веслування | Чоловіки, двійки парні                      |
| Срібло | Джеймс Кларк Тім Крукс Річард Лестер Г'ю Метесон Девід Максвелл Леонард Робертсон Патрік Свіні Фредерік Смолбоун Джон Яллоп | Академічне веслування | Чоловіки, вісімки                           |
| Срібло | Девід Вілкі | Плавання              | Чоловіки, 100 м брасом                      |
| Срібло | Родні Петтіссон Джуліан Брук-Гаутон                                                                                         | Вітрильний спорт      | Клас «Летючий голландець»                   |
| Бронза | Брендан Фостер | Легка атлетика        | Чоловіки, 10 000 м                          |
| Бронза | Патрік Кауделл | Бокс                  | Чоловіки, до 54 кг                          |
| Бронза | Ієн Бенбері Майкл Беннетт Робін Кроукер Ієн Галлам                                                                          | Велоспорт             | Чоловіки, командна гонка переслідування     |
| Бронза | Девід Старбрук | Дзюдо                 | Чоловіки, до 93 кг                          |
| Бронза | Алан Макклетчі Браян Брінклі Гордон Дауні Девід Данн                                                                        | Плавання              | Чоловіки, естафета 4 × 200 м вільним стилем |